# Ткачук Василь Тодосійович
Васи́ль Тодо́сійович Ткачу́к (1 березня 1946 с. Адамівка на Вінниччині — † 31 січня 1995, м.Київ) — український суспільний діяч, дисидент, один з фундаторів Київського братства ОУН-УПА, загинув у річницю битви під Крутами.

## Біографія
Василь Ткачук народився 1 березня 1946 р. у с. Адамівці на Вінниччині, в багатодітній родині, постраждалій від повоєнного голодомору. На Донеччині здобув робітничу професію. Під час служби в армії будував шахтні установки для запуску стратегічних ракет у Пензенській області. У Києві працював машиністом на ТЕЦ, здобув спеціальність електромеханіка.
З часом пан Василь став членом Української Гельсінської Спілки, відвідував її зібрання. Коли почалася «перебудова» і праця над розпуском СРСР, стає одним з фундаторів Київського Братства ОУН-УПА, згодом — членом ОУН під стягом Степана Бандери. Активно включається у справу відродження репресованих національних церков. Згодом стає першим головою Парафіяльної ради громади УПЦ КП і домагається відродження і становлення Української Православної Церкви у м. Києві.

## Загибель
29 січня 1995 р., у річницю загибелі героїв Крут, сталася трагедія. У Маріїнському парку зібралися свідомі кияни, і Василь Ткачук власноруч встановив березовий хрест на місці поховання киян, які загинули при наступі банд Муравйова на Київ. Далі скорботна процесія хресною ходою вирушила до Аскольдової могили, де відбулася панахида по героям Крут, яку відслужив син пана Василя отець Сергій.
Отець Сергій розповідає: 
|  | Для широкого загалу учасників вшанування героїв Крут все пройшло щиро і піднесено, усі розійшлися по домівках. Лише наша родина єдина мала відповідати перед злочинною владою за несанкціоноване встановлення хреста в пам’ять загиблих. |

Василь Ткачук при спробі його арешту службами МВС та підрозділу «Беркут» загинув від підступного пострілу в спину, у власному помешканні. Офіційне слідство швидко було закрито.